# Matteo Renzi
Pour les articles homonymes, voir Renzi.
Matteo Renzi (/matˈtɛo ˈrɛnt͡si/), né le 11 janvier 1975 à Florence, est un homme d'État italien. En tant que dirigeant du Parti démocrate (PD), il est président du Conseil des ministres du 22 février 2014 au 12 décembre 2016.
Avocat de profession, Matteo Renzi s'engage rapidement dans le jeu politique lorsqu'il soutient activement l'économiste Romano Prodi lors des élections parlementaires de 1996 ; élu président de la province de Florence en 2004, il dirige une coalition de centre-gauche, L'Olivier, et, cinq ans plus tard, en 2009, est élu maire de la ville de Florence.
Candidat au secrétariat du PD lors de la primaire de 2012, espérant mener la campagne de la coalition de centre-gauche « Italie. Bien commun » pour les élections parlementaires de 2013, il est cependant défait par le sortant, Pier Luigi Bersani ; un an plus tard, quelques mois après la crise interne vécue par le parti, il est cette fois désigné pour prendre le secrétariat du PD, majoritaire à la Chambre des députés depuis les élections du mois de février, et membre d'une grande coalition gouvernementale alliant la gauche, le centre et la droite.
En 2014, Matteo Renzi obtient, par un vote interne du PD, la démission contrainte du président du Conseil, Enrico Letta. Il lui succède peu après au palais Chigi. Fin 2016, après la victoire du « non » au référendum constitutionnel dont il était le promoteur, il remet sa démission au président de la République. L'année suivante, en 2017, il est réélu secrétaire du PD peu après avoir démissionné de cette fonction.
Il quitte à nouveau la tête du PD après le score historiquement bas obtenu par le parti aux élections générales de 2018, lors desquelles il est cependant élu sénateur. Il quitte en 2019 le Parti démocrate pour former un nouveau parti politique, Italia Viva.
Pour les élections parlementaires de 2022, il s'allie avec le parti Action de Carlo Calenda. Il est réélu au Sénat.

## Biographie

### Études et profession
Matteo Renzi est le fils d’un élu chrétien-démocrate. Il passe son enfance à Rignano sull'Arno. Formé, dès l’âge de cinq ans, à l’école du scoutisme catholique où il fait son « véritable apprentissage » pendant vingt ans, il sera chef scout. Il déclare « J’ai appris le sens de la communauté chez les scouts. Et j’ai retenu une leçon en particulier de cette expérience : la valeur la plus importante, c’est la loyauté. Et puis l’idée de relever coûte que coûte les défis les plus difficiles. Comme disent les scouts : « C’est dans la montée que la voie se dégage » ».
Il part à Florence pour faire ses études secondaires, puis supérieures. Entré à l’université de Florence, il suit un cursus de droit pendant quatre ans, qu’il achève en 1999 par une maîtrise.
Il a un temps été journaliste bénévole, puis a travaillé au sein de la CHIL Srl, une société de services marketing. Dans cette entreprise, propriété de sa famille, il a notamment été chargé de la coordination du service de vente du quotidien La Nazione sur le territoire de Florence avec la gestion directe des marchands de journaux.
En 1999, il épouse Agnese Landini, une enseignante, avec laquelle il a trois enfants.
Pour l'année 2019, il déclare un revenu annuel de 796 000 €.

### Débuts en politique
En 1996, il contribue à la création des « comités Prodi », structure qui soutient la candidature de l'économiste Romano Prodi à la présidence du Conseil des ministres, et adhère alors au Parti populaire italien (PPI).
Élu secrétaire provincial du PPI en 1999, il devient, deux ans plus tard, coordinateur du projet électoral de centre gauche chrétien La Marguerite dans la province de Florence. Après la transformation de la coalition en un parti, Démocratie est liberté - La Marguerite (DL), en 2002, il est investi secrétaire provincial, en 2003.

### À Florence
À l'occasion des élections provinciales des 12 et 13 juin 2004, il prend la tête de liste de l'alliance de centre gauche L'Olivier dans la province de Florence. Avec 58,8 % des suffrages exprimés dès le premier tour, soit le même résultat que celui obtenu, cinq ans plus tôt, par Michele Gesualdi, issu de la même coalition politique.
Lorsque DL fusionne avec les Démocrates de gauche (DS), afin de constituer le nouveau Parti démocrate (PD), il en devient adhérent.
À l'issue de son mandat provincial de cinq ans, il décide se présenter aux primaires démocrates du 15 février 2009, pour la mairie de la ville de Florence. Vainqueur surprise avec 40,5 % des suffrages, il arrive en tête lors du premier tour des élections municipales, les 6 et 7 juin, en obtenant 47,4 % des voix, se trouvant alors en ballotage face à Giovanni Galli, candidat du Peuple de la liberté (PDL). Au conseil municipal, le PD emporte 22 des 42 sièges, et le centre gauche dans son ensemble, 28. Lors du second tour, les 20 et 21 juin, il s'impose largement, avec 59,5 % des voix, un score moins élevé que son prédécesseur, Leonardo Domenici. Lors d'un sondage, réalisé en 2012, il est le troisième maire le plus apprécié d'Italie, après Luigi De Magistris, de Naples, et Piero Fassino, de Turin, tous les deux issus du centre gauche.

### Candidat aux primaires de 2012

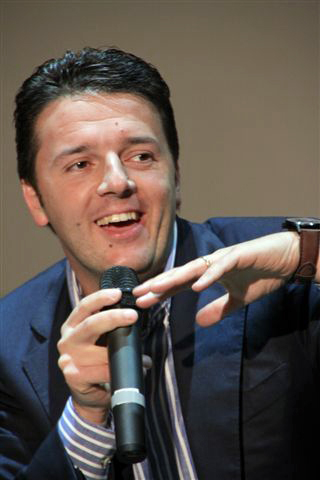
Matteo Renzi en 2010.

Le 13 septembre 2012, il fait part de son intention d'être candidat aux primaires organisées par la coalition Italie. Bien commun, qui rassemble le Parti démocrate, Gauche, écologie et liberté (SEL) et le Parti socialiste italien (PSI), s'opposant donc au secrétaire du PD, Pier Luigi Bersani. Avec 1 104 958 voix, soit 35,5 %, au premier tour le 25 novembre, il arrive deuxième derrière Pier Luigi Bersani. Au second tour, organisé une semaine plus tard, il est défait par Bersani en ne remportant que 1 095 925 suffrages, ce qui correspond à 39,1 % des voix.
Bien qu'il ne soit pas le candidat du centre-gauche aux élections générales anticipées des 24 et 25 février 2013, il prend une part active dans la campagne. Après le scrutin, qui voit la coalition remporter la majorité à la Chambre des députés, mais pas au Sénat de la République, il appelle le PD à prendre des positions fortes sur la rénovation de la vie politique, de manière à s'assurer le soutien des élus du Mouvement 5 étoiles (M5S) de Beppe Grillo.
Lors de l'élection présidentielle d'avril 2013, il s'oppose à ce que les démocrates investissent Anna Finocchiaro ou Franco Marini, ce qui lui vaut des critiques de la part de ces derniers. Critique de la désignation de Marini, qui n'est cependant pas élu, il se félicite du choix de soutenir, au troisième tour, Romano Prodi, qui échoue à son tour. Finalement, c'est le chef de l'État sortant Giorgio Napolitano, qui se voit reconduit dans ses fonctions, au sixième tour de scrutin, le 20 avril.
Trois jours après ce scrutin, suivi de la démission de la direction du PD, le nom de Matteo Renzi est évoqué pour la présidence du Conseil des ministres, à la tête d'une alliance avec Le Peuple de la liberté (PDL) de Silvio Berlusconi. Une telle option, qu'il ne réfute pas tout en affirmant qu'Enrico Letta ferait un bon candidat également, a les faveurs de cadres du parti, tels Piero Fassino, Dario Franceschini. À droite, Sandro Bondi et Ignazio La Russa appuient également cette possibilité. À l'occasion d'une réunion de la direction du PD, tenue ce même 23 mars, il estime sa nomination finalement « improbable ».

### Secrétaire du PD
Le 19 novembre, Matteo Renzi parvient à se qualifier pour la primaire du 8 décembre suivant, celle-ci devant désigner le successeur de Pier Luigi Bersani au secrétariat du Parti démocrate. En effet, à l'issue du vote des seuls adhérents du parti, le jeune maire de Florence parvient à rassembler sur son nom 46,7 % des suffrages. Il est élu à la direction du PD dès le premier tour de la primaire ouverte avec 1 895 332 voix, soit 67,55 % des suffrages exprimés. Il nomme aussitôt un secrétariat rajeuni et fortement féminisé.
Le 13 février 2014, Renzi obtient la démission du président du Conseil, Enrico Letta, par un vote interne du PD réclamant immédiatement la constitution d'un nouveau gouvernement. S'il s'agit, selon la presse transalpine, d'un véritable camouflet pour le chef du gouvernement démissionnaire, qui ne souhaitait pas quitter ses fonctions pour poursuivre son travail, l'épisode est présenté comme une victoire pour le jeune maire de Florence, désormais pressenti pour succéder à Letta au palais Chigi.

### Président du Conseil

#### Formation du gouvernement

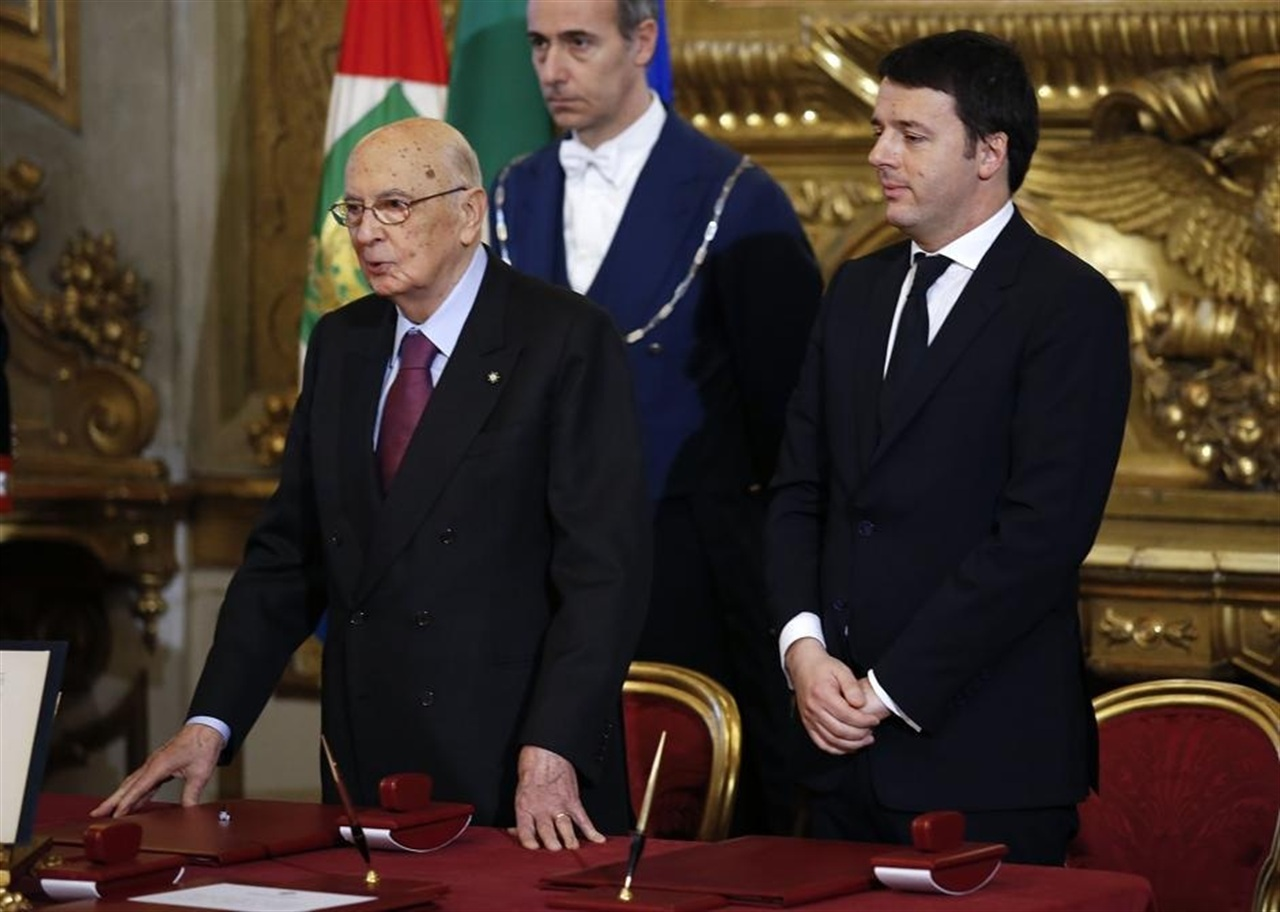
Le président Giorgio Napolitano et Matteo Renzi, durant la prestation de serment du gouvernement de ce dernier, le 22 février 2014, à Rome.

Le 17 février 2014, Renzi est officiellement convoqué par le président de la République, Giorgio Napolitano, au palais du Quirinal ; à l'issue d'un entretien d'une heure et demie, le maire de Florence est officiellement chargé par le chef de l'État de la formation d'un nouveau gouvernement, ce qu'il accepte « avec réserve ». S'il promet d'accomplir sa tache « avec toute l'énergie, l'enthousiasme et l'engagement » qui sont les siens, il doit cependant reconnaître, selon la presse italienne, que la constitution d'un nouvel exécutif ne sera pas chose aisée. L'écrivain Alessandro Baricco refuse le ministère des Biens et Activités culturels et du Tourisme et le président de Luxottica, Andrea Guerra, pressenti pour le ministère du Développement économique, refuse également l'offre. D'autre part, Renzi doit encore négocier avec le vice-président du Conseil sortant, Angelino Alfano, dont le soutien de son parti, le Nouveau Centre droit (NCD) est nécessaire pour l'investiture du gouvernement.
Quatre jours après avoir été convoqué par le chef de l'État Giorgio Napolitano pour la formation d'un nouvel exécutif, Renzi, à l'issue de ses consultations politiques, monte au Quirinal pour accepter la présidence du Conseil et présenter au président la liste des ministres proposés ; durant cet entretien long de plus de deux heures, un différend semble avoir opposé les deux hommes quant aux nominations du ministre des Finances et du chef de la diplomatie. Le président Napolitano a ainsi échoué à faire confirmer Emma Bonino au ministère des Affaires étrangères, mais est parvenu à imposer l'économiste Pier Carlo Padoan au ministère de l'Économie et des Finances, dans un contexte économique difficile pour la péninsule.
À l'issue de cet entretien, le plus jeune président du Conseil de l'histoire italienne présente son gouvernement, composé de seulement seize ministres dont huit femmes, parmi lesquelles Roberta Pinotti au ministère de la Défense, une première. Matto Renzi et ses ministres prêtent serment le lendemain, devant Giorgio Napolitano.
Il conserve dans le même temps la direction du Parti démocrate, une première dans l'histoire de ce dernier.

#### Discours volontariste
Le 24 février 2014, Matteo Renzi présente son gouvernement et son programme devant le Sénat de la République pour le vote de confiance. Il déroule un discours profondément europhile, affirmant que « La tradition européenne et européiste représente la meilleure partie de l'Italie, ainsi que sa certitude d'avoir un avenir », précisant « Ce ne sont pas Angela Merkel et Mario Draghi qui nous demandent de tenir nos comptes publics en ordre. Nous devons le faire par respect pour nos enfants, pour ceux qui viendront après nous. » Jouant sur son image de jeune réformateur, il rappelle sa volonté de réformer la chambre haute, soulignant qu'il n'a même pas l'âge d'y siéger, promet le remboursement « intégral et immédiat » des dizaines de milliards d'euros que les administrations doivent aux entreprises italiennes, annonce l'instauration de la déclaration pré-remplie d'impôt sur le revenu pour les fonctionnaires et « une réduction à deux chiffres » de la pression fiscale.
À l'issue d'un débat de onze heures, l'exécutif remporte la confiance par 169 voix contre 139. Il obtient, vingt-quatre heures plus tard, la confiance de la Chambre des députés, par 378 voix contre 220.

#### «10 milliardsd'euros pour10 millionsd'Italiens»
Il annonce, le 12 mars, un important plan de relance. Il comprend notamment une baisse de l'impôt sur le revenu pour les salariés touchant moins de 25 000 euros nets par an, une baisse de 10 % de l'impôt sur la production et de la facture énergétique des PME, le remboursement des 60 milliards d'euros dus par les administrations publiques aux entreprises italiennes, un plan de rénovation des écoles de 3,5 milliards d'euros, un plan de protection du territoire de 1,5 milliard d'euros pour les zones à risque, un fond de 1,7 milliard d'euros pour les jeunes, afin de les aider à poursuivre leurs études ou trouver un emploi.
L'ensemble de ces réductions fiscales et nouvelles dépenses sera financé par une économie de 7 milliards d'euros sur le fonctionnement de l'État, une baisse des taux d'intérêt de la dette, un retour de TVA de l'ordre de 6 milliards d'euros du fait du remboursement des administrations publiques, une augmentation du déficit public, qui se maintiendra sous les 3 % du PIB, et la hausse de six points de la taxe sur les revenus financiers.
Le lendemain, il qualifie le pacte budgétaire européen de « pacte de stupidité », expliquant : « Je suis le Premier ministre d'un pays qui respecte les engagements pris avec l'Europe, mais il y a un engagement encore plus grand : la vocation de l'Europe, qui ne doit pas être un ensemble de techniciens sans âme ».
En avril, il lance une vague de nominations dans le service public inédite depuis dix ans (350 à 500 places d'administrateur sont concernés) : il choisit des personnalités plus jeunes et féminines, nomme trois femmes à la tête de grands groupes (notamment Emma Marcegaglia à la direction d'Eni) et réduit les salaires des dirigeants publics.
Il introduit une flat tax, valable pendant quinze ans, d'un montant de 100 000 euros en faveur des riches expatriés qui transfèrent leur résidence fiscale en Italie, à la place du régime d’imposition ordinaire (fixé à 43 % pour les revenus excédant 75 000 euros).
La veille des élections européennes de 2014, Matteo Renzi tient une conférence de presse afin de faire le point sur ses quatre-vingt premiers jours en tant que chef du gouvernement. Il liste notamment la baisse des impôts à hauteur de 10 milliards d'euros pour les ménages et 2,5 milliards pour les entreprises, l'abolition des provinces (ce qui entraîne une diminution de 3 000 hommes politiques) et son plan de relance à destination des jeunes. Il a également fait adopter un nouveau Code du travail (permettant notamment à un jeune d'être titularisé après trois années d'apprentissage), mis en vente la participation de l'État dans les Postes et l'aviation civile et débloqué un crédit de 3,5 milliards d'euros pour la réfection de 10 000 écoles.
Pour autant, l’économiste italien Andrea Fumagalli explique que selon les données de l'OCDE, les réformes économiques libérales de Matteo Renzi ont provoqué une augmentation de la précarité et du chômage parmi les jeunes et un PIB stagnant.

#### Réformes politiques

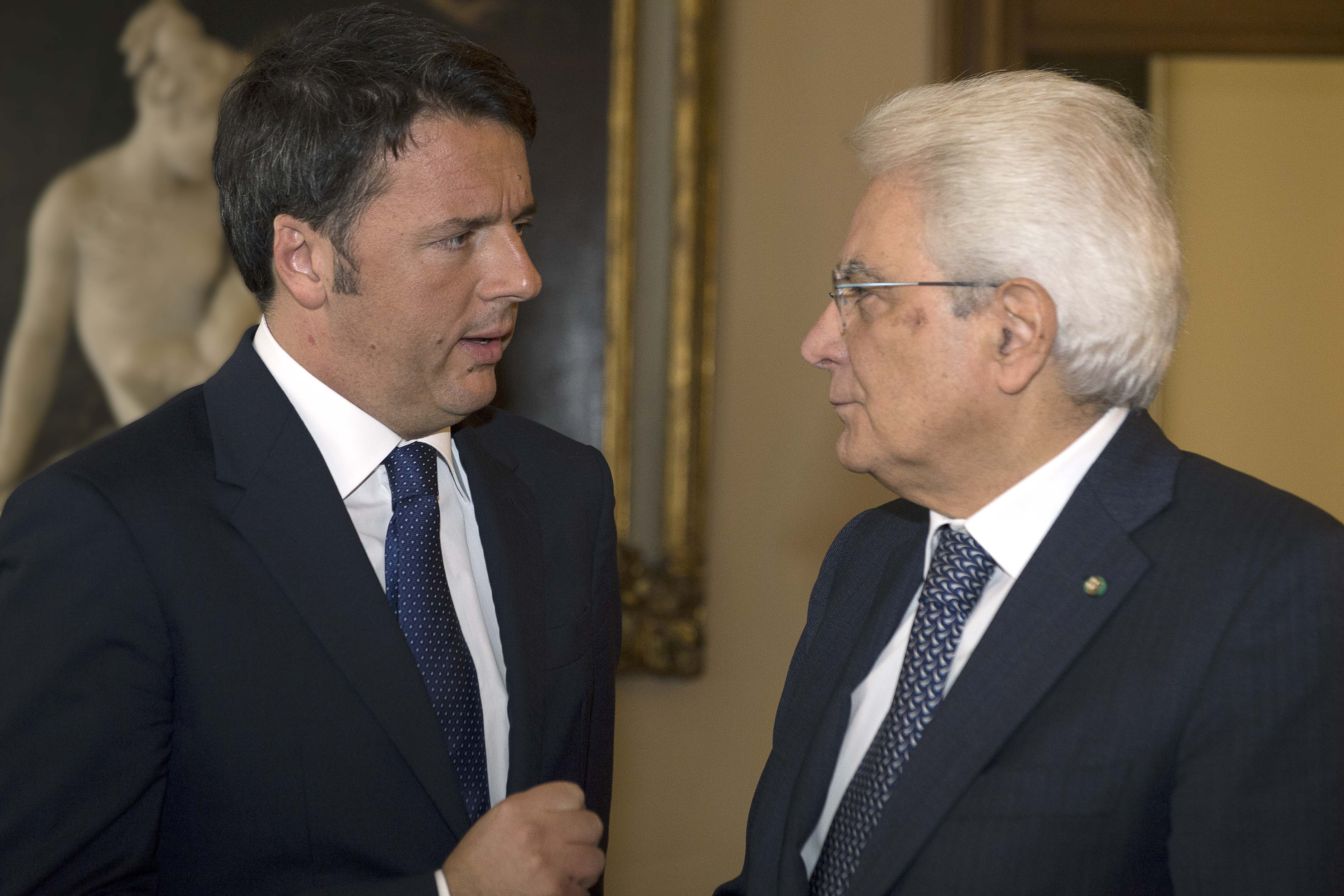
Matteo Renzi au côté du président de la République Sergio Mattarella, le 15 octobre 2015.

La réforme de la loi électorale, pas encore votée, prévoit la suppression du Sénat et la diminution de 3 000 fonctionnaires. Lors du scrutin européen, son parti arrive en première position avec 41 % des voix.
En juin 2014, il s'attaque aux affaires de la classe politique, impliquant plusieurs hauts responsables. Le Conseil des ministres accorde notamment des pouvoirs étendus à des magistrats anticorruption pour enquêter sur les financements occultes de l'Exposition universelle de 2015, qui se tient à Milan.
Mi-juillet 2014 est présentée la réforme du Sénat. Il n'aura plus de rôle exécutif, mais une mission consultative vis-à-vis de la Chambre des députés ; le « bicamérisme parfait » né en 1947 était jusque-là déclaré responsable de pesanteurs politiques et d'une profonde inertie. Il comportera 100 membres (74 conseillers régionaux, 21 maires et 5 personnalités désignées pour 7 ans par le président de la République) contre 315 aujourd'hui ; ils ne seront plus rémunérés, ce qui représentera une économie de 500 millions d'euros pour l'État. Cette révision constitutionnelle est la plus importante depuis la fondation de la République et conduit à un rétrécissement sensible du collège électoral de l'élection présidentielle (qui compte alors 1 000 membres) et une altération du quorum pour son élection.

#### Politique extérieure
En 2014, lors de la fête de L'Unità à Bologne, il s'affiche avec le Premier ministre français Manuel Valls et les représentants du Parti travailliste néerlandais, Diederik Samsom, du Parti socialiste ouvrier espagnol, Pedro Sánchez, et du Parti socialiste européen, Achim Post : leur alliance est présentée comme le « pacte des tortellinis », du nom des célèbres pâtes bolognaises,. Matteo Renzi affiche de nouveau sa complicité avec Manuel Valls en 2015, tandis que certains observateurs soulignent leurs ressemblances et la convergence de leurs politiques,,.

#### Difficultés et démission
Il enregistre sa première vraie défaite électorale lors des élections municipales de 2016, à l'issue desquelles le Parti démocrate perd les villes de Rome, Turin, Trieste, et conserve de justesse Milan. L'un de ses plus farouches adversaires, Luigi de Magistris, est par ailleurs largement réélu à Naples. Bien que Matteo Renzi ait refusé de nationaliser ce scrutin, celui-ci a été centré sur sa personne, et les analystes politiques considèrent qu'il a échoué à élargir sa majorité au centre droit, qui a préféré voter pour le grand vainqueur de ces élections, le Mouvement 5 étoiles.
Le 4 décembre 2016, à la suite de la large victoire du « non » (59,1 %) lors d'un référendum constitutionnel qui devait mettre fin au bicamérisme égalitaire et auquel il avait lié son avenir à la tête du pays, il annonce qu'il présentera sa démission le lendemain, après une dernière réunion du Conseil des ministres. Le chef de l'État lui ayant demandé d'attendre l'adoption de la loi de finances pour 2017 par le Sénat, Matteo Renzi lui présente officiellement sa démission le 7 décembre. Il se voit alors chargé de l'expédition des affaires courantes jusqu'à la formation d'un nouvel exécutif. Le 12 décembre 2016, il est remplacé par Paolo Gentiloni au poste de Président du Conseil des ministres d'Italie par le président de la République, Sergio Mattarella.

### Démission puis retour au secrétariat du PD
Après avoir démissionné du gouvernement, Matteo Renzi reste dans un premier temps à la tête du Parti démocrate. Il affronte une vive contestation à la gauche du parti, les proches de Pier Luigi Bersani, ancien secrétaire du parti, hésitant à faire scission. Mediapart souligne qu'« à force d’avoir personnalisé le PD sans le structurer autrement que sur son charisme, Renzi a cristallisé beaucoup de rancœur autour de son mode d’exercice du pouvoir ».
Le 19 février 2017, il annonce en ouverture de l'assemblée nationale du Parti démocrate qu'il démissionne de ses fonctions de secrétaire du parti, n'excluant pas de postuler à sa succession lors du prochain congrès du PD.
Il est réélu le 30 avril au cours des primaires ouvertes avec 71 % des voix, contre 21 % au ministre de la Justice Andrea Orlando et 8 % au président des Pouilles Michele Emiliano. Cette victoire, plus large que celle attendue, est aussi perçue comme un succès pour le Parti démocrate, victime, avec la création d'Article 1er - Mouvement démocrate et progressiste, d'une scission quelques semaines auparavant, puisque plus de deux millions d'Italiens ont participé à ce scrutin.
Il apporte son soutien à Emmanuel Macron durant sa campagne présidentielle, notamment en reprenant notamment son slogan « En marche » (In cammino !) ; il relève également que certaines de ses idées se retrouvent dans le programme d'Emmanuel Macron, tandis que certains observateurs soulignent des ressemblances entre eux,. En vue des élections européennes de 2019, certains élus socialistes européens craignent qu'il ne pousse le PD à quitter le groupe du Parti socialiste européen au profit d'un groupe centriste, voire d'une liste transnationale commune avec La République en marche (LREM) et Ciudadanos, dont il rencontre le dirigeant Albert Rivera en janvier 2018,. En septembre 2018, avec plusieurs personnalités européennes, il cosigne une tribune appelant à refonder l'Europe en réformant les traités et en mettant en garde contre les « dirigeants populistes pour qui l'Union est une anomalie de l'histoire qu'il convient de déconstruire ».
Après la contre-performance de son parti lors des élections municipales de juin 2017, il écrit dans son livre-programme Avanti. Perchè l’Italia non si ferma [En avant. Parce que l’Italie ne s’arrête pas] : « Nous n’avons pas le devoir moral d’accueillir en Italie toutes les personnes qui se trouvent dans de plus mauvaises conditions que les nôtres. Mais nous avons le devoir moral de les aider. De les aider vraiment chez eux. » Ce dernier propos, perçu comme un rapprochement avec la position de la Ligue du Nord, suscite de nombreuses critiques de la société civile et de l’Église italienne, et jusque dans son propre camp.

### Échec aux élections générales de 2018 et nouvelle démission
En vue des élections générales de 2018, son parti souffre de son impopularité alors que le président du Conseil, Paolo Gentiloni, plus populaire, est tenu à l'écart de la campagne,. Lui-même se présente au Sénat de la République, dans la circonscription uninominale de Florence, en Toscane. Il recueille 109 830 voix, soit 43,89 % des suffrages exprimés et arrive loin devant le candidat soutenu par la coalition de centre droit. Il obtient ainsi son premier mandat parlementaire. Le 5 mars 2018, il démissionne de la tête du parti. Il doit cependant quitter son poste après le congrès, auquel il annonce qu'il ne se présentera pas, ce qui lui laisse la latitude de refuser toute coalition gouvernementale avec le Mouvement 5 étoiles, conformément à sa position de toujours, alors que cette possibilité est envisagée par certains cadres du parti.

### Départ du Parti démocrate et fondation d'Italia Viva
En septembre 2019, après avoir œuvré à la constitution du deuxième gouvernement Conte, alliant le PD et le M5S, afin d'éviter la tenue d'élections anticipées, il quitte le Parti démocrate et lance une nouvelle formation baptisée Italia Viva, indiquant : « Aujourd'hui, le PD est un ensemble de courants politiques. […] Je crains qu'il ne soit pas en mesure de répondre seul aux agressions de Salvini et à la difficile cohabitation avec les 5 Étoiles ». Il précise qu'il continue à soutenir le gouvernement Conte. Plusieurs parlementaires le rejoignent, venant du PD et de Forza Italia.
En janvier 2021, il provoque la fin du deuxième gouvernement Conte, en retirant ses deux ministres et son sous-secrétaire d’État du gouvernement.
Depuis 2018, les conférences que Matteo Renzi donne, notamment dans les monarchies du Golfe, occupent une grande place dans son emploi du temps. Il déclare pour cette activité plus de 800 000 euros de revenu en 2018 et plus d'un million en 2019. Il rejoint en 2020 le conseil d’administration du Future Investment Initiative Institute, un think tank financé par l’Arabie saoudite, pour une rémunération annuelle de 80 000 euros. D'après le quotidien français L'Opinion, qui cite des proches de l'ex-président du Conseil, ce dernier ne serait pas inquiet des conséquences de ses liens avec le prince héritier Mohammed ben Salmane pour son image publique : « Il n’a aucune intention de diminuer ses revenus pour devenir un subordonné de Giuseppe Conte, et il se fiche complètement de l’impact de sa relation avec les Saoudiens sur son image publique. Il est l’homme politique en lequel les Italiens ont le moins confiance, donc à quoi bon s’intéresser au jugement des autres ? ».

## Sobriquets
Surnommé Il Rottamatore (« Le démolisseur »), en référence à sa volonté d’envoyer la vieille classe dirigeante italienne à la casse.
Certains des détracteurs du maire de Florence le surnomment aussi Renzusconi, en arguant, au-delà des camps politiques opposés dans lesquels se situent Matteo Renzi et Silvio Berlusconi, que les deux hommes partageraient certains traits de caractère : « Même ambition, même goût pour les slogans, même souplesse idéologique, même capacité à priver l’adversaire de ses arguments en les faisant siens, même aisance télégénique, même maîtrise de la mise en valeur de ce qu’ils ont de plus précieux : eux-mêmes, et même maîtrise de la langue anglaise ».